# グルメシティ近畿
株式会社 グルメシティ近畿（グルメシティきんき）はかつて存在したダイエーグループの食品スーパーマーケットを運営する企業。本社は大阪府吹田市に置いていた。近畿地方にて「グルメシティ」・「グルメシティヒカリ屋」・「フーディアム」を展開していた。
ダイエーの完全子会社であったが、2015年3月1日にダイエーに吸収合併された。

## 概要
1951年（昭和26年）8月に中内㓛の次弟によりサカエ薬品株式会社として設立した株式会社サカエの会社分割の結果、2001年（平成13年）11月1日付で同名の新設法人（株式会社サカエ）がスーパーマーケット事業を承継したうえで、2002年（平成14年）3月1日には同じダイエー系列で関西基盤の食品スーパーの丸栄商事株式会社（マルエー、1961年（昭和36年）5月設立。名古屋の百貨店丸栄とは無関係）および株式会社ミドリ（1980年（昭和55年）6月設立。和歌山県を基盤とするスーパーマーケット）を吸収合併、株式会社ダイエー含むダイエー系の食品スーパー5法人が店舗名を「グルメシティ」に統一することを前提に、2006年（平成18年）3月1日付で株式会社グルメシティ近畿に社名変更した。2007年（平成19年）3月1日には、同じくダイエーグループの株式会社ヒカリ屋を吸収合併した。
「サカエ」の法人名は、中内㓛の祖父・中内栄が実家で営んでいた薬品問屋「サカエ薬局」にちなむもので、のちに中内功が独立・設立し、サカエの親会社となる大栄薬品工業（現・ダイエー）の名称の由来にも共通している。
「グルメシティ」の名称自体は、1990年代半から株式会社ダイエーが設置する店舗で使われていたほか、当社においても、2006年（平成18年）の社名変更以前から、阪神西宮店をはじめ計4店の「グルメシティ」店舗が存在していた。「グルメシティ近畿」に社名変更後、店舗ごとに順次、サカエから「グルメシティ」に変更し、2007年（平成19年）3月1日に引き継いだヒカリ屋3店舗を除き4月1日までに完了した。ただしヒカリ屋も看板やロゴマークがグルメシティのマークへ変更。旧マルエーおよび旧ミドリの店舗はサカエへの改称を経てグルメシティとなっている。
ダイエー系列のスーパーマーケットとしては24時間年中無休営業や深夜営業を率先的に実施していた。株式会社ダイエーが設置する近畿地区のグルメシティ全店舗と一部のダイエー店舗の店舗運営や商品調達についても、グルメシティ近畿が担当していた。
親会社のダイエーのPOSシステム更新に伴い、2007年（平成19年）に当社の店舗についてもPOSシステムの更新を行い、ダイエーおよびグルメシティ地域4法人共通で利用できる「ハートポイントカード」をヒカリ屋京都店を除き導入。POSシステム更新前のポイントカードとしては、一部の店舗で、「サカエ クラブ」あるいは「ヒカリ屋ポイントカード」を店舗ごとに発行していた。
2011年8月29日にグルメシティ近畿が運営する店舗の内、グルメシティ東心斎橋店（大阪府大阪市中央区）が、ダイエーグループが展開する新業態のスーパーマーケット「フーディアム東心斎橋」としてリニューアルオープン。関東地区を中心に展開するフーディアムの近畿地区第一号店であるが、東心斎橋店開店から2日後の9月1日には、ダイエー本社の運営による「フーディアム堂島」（大阪市北区）が新規開業。

## 沿革

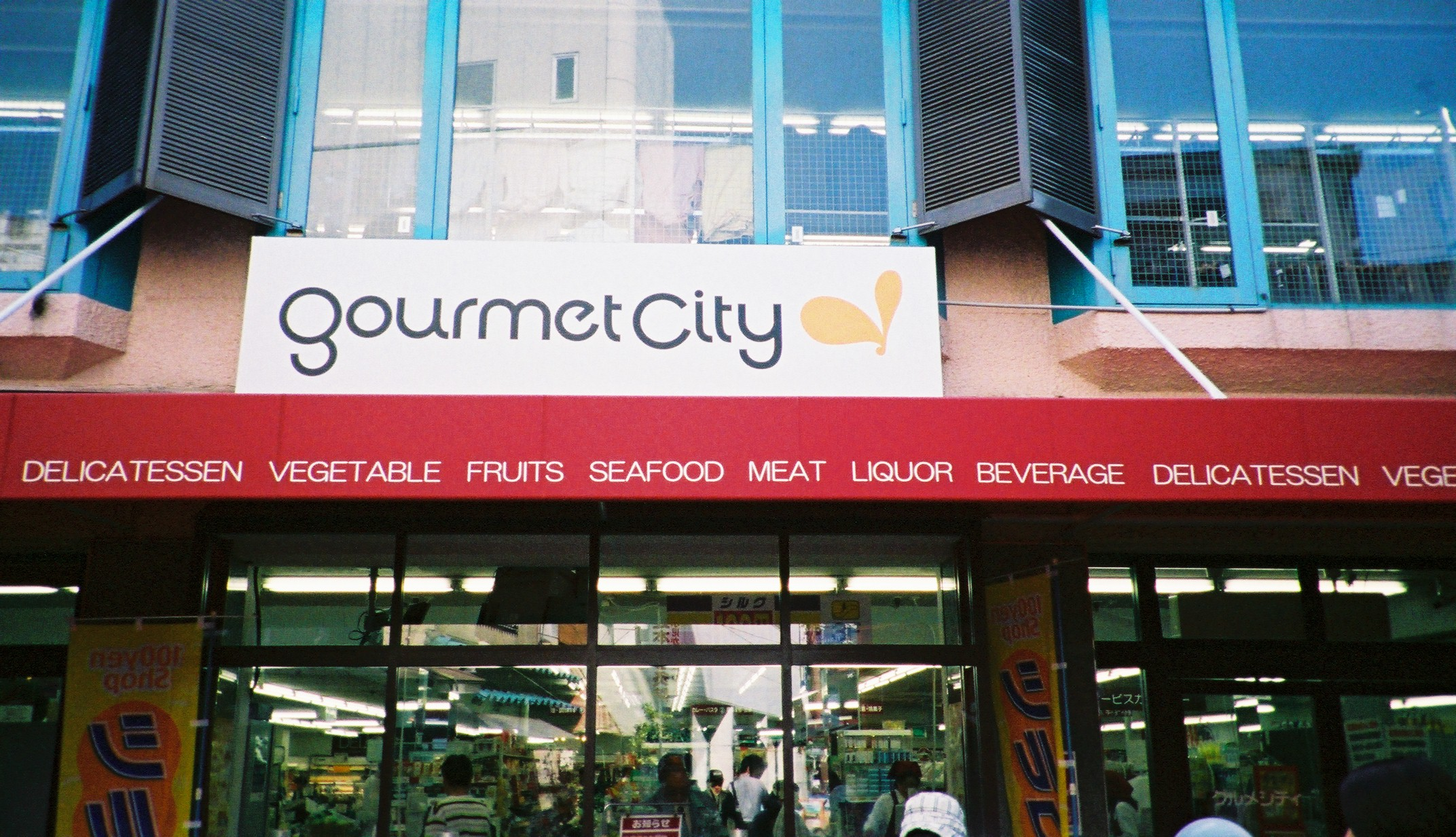
都島本通店（大阪府大阪市都島区都島本通）

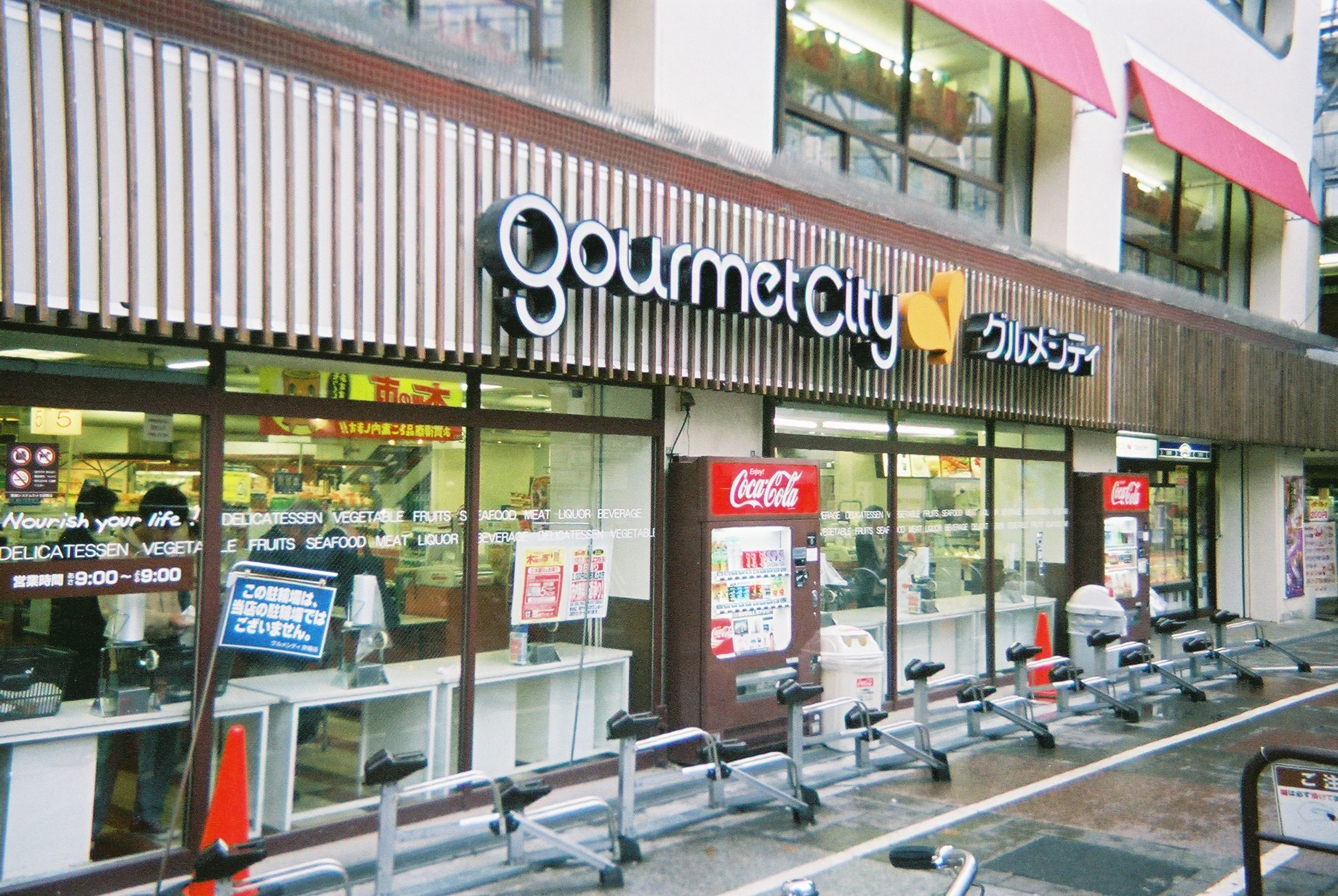
京極店（京都府京都市中京区・新京極通沿い、2014年7月閉店）

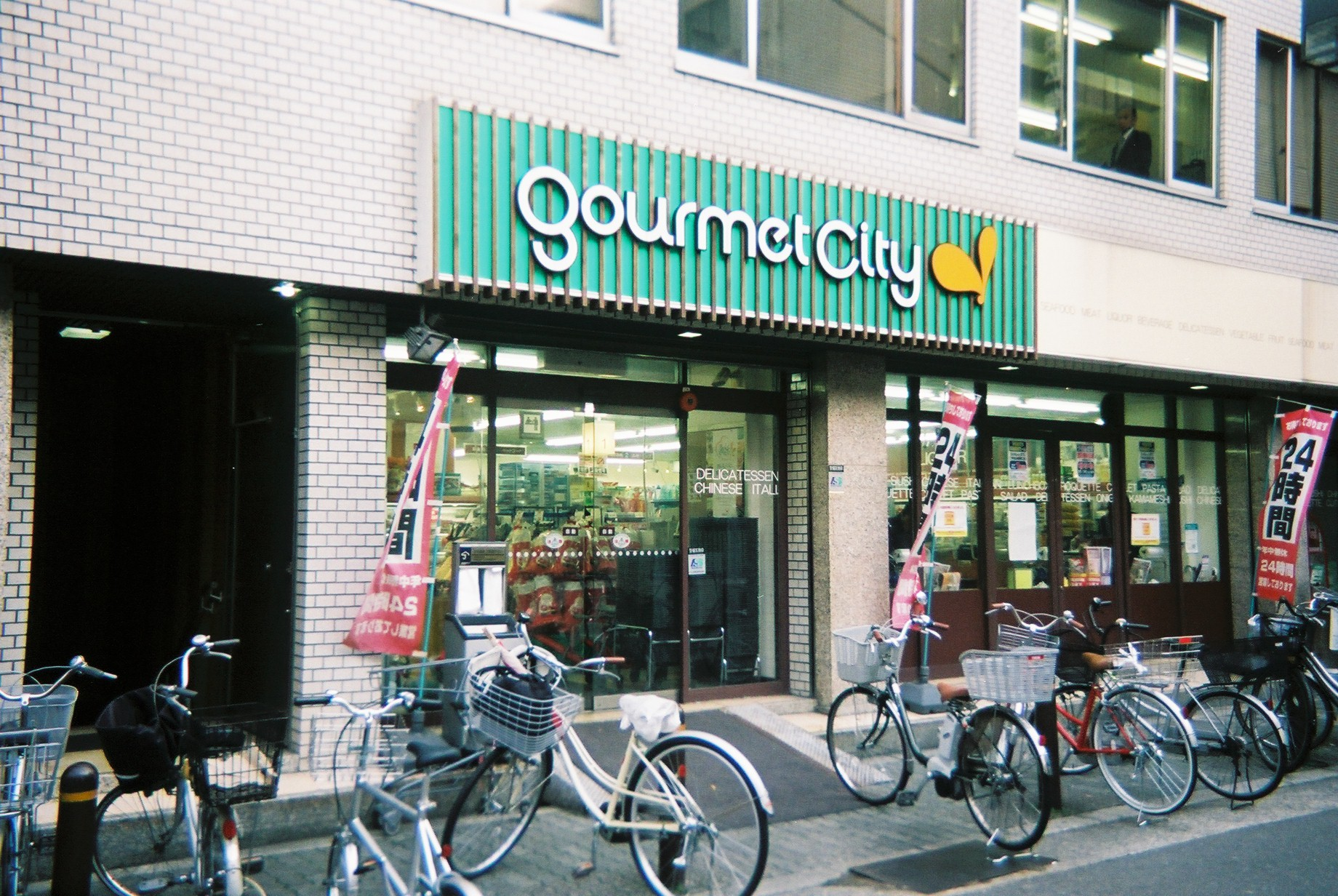
南森町店（大阪府大阪市北区東天満）

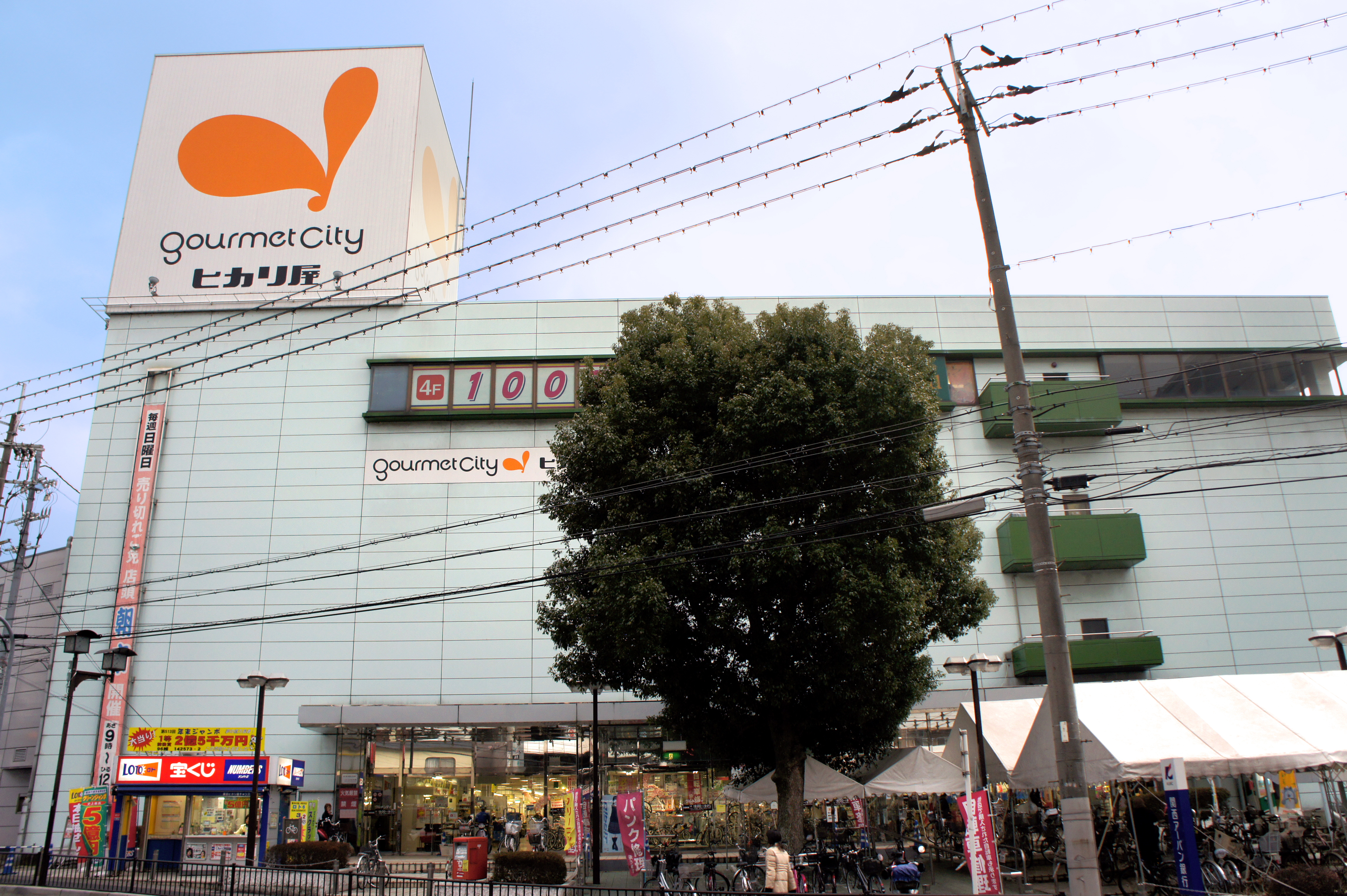
グルメシティヒカリ屋瀬田店（滋賀県大津市）

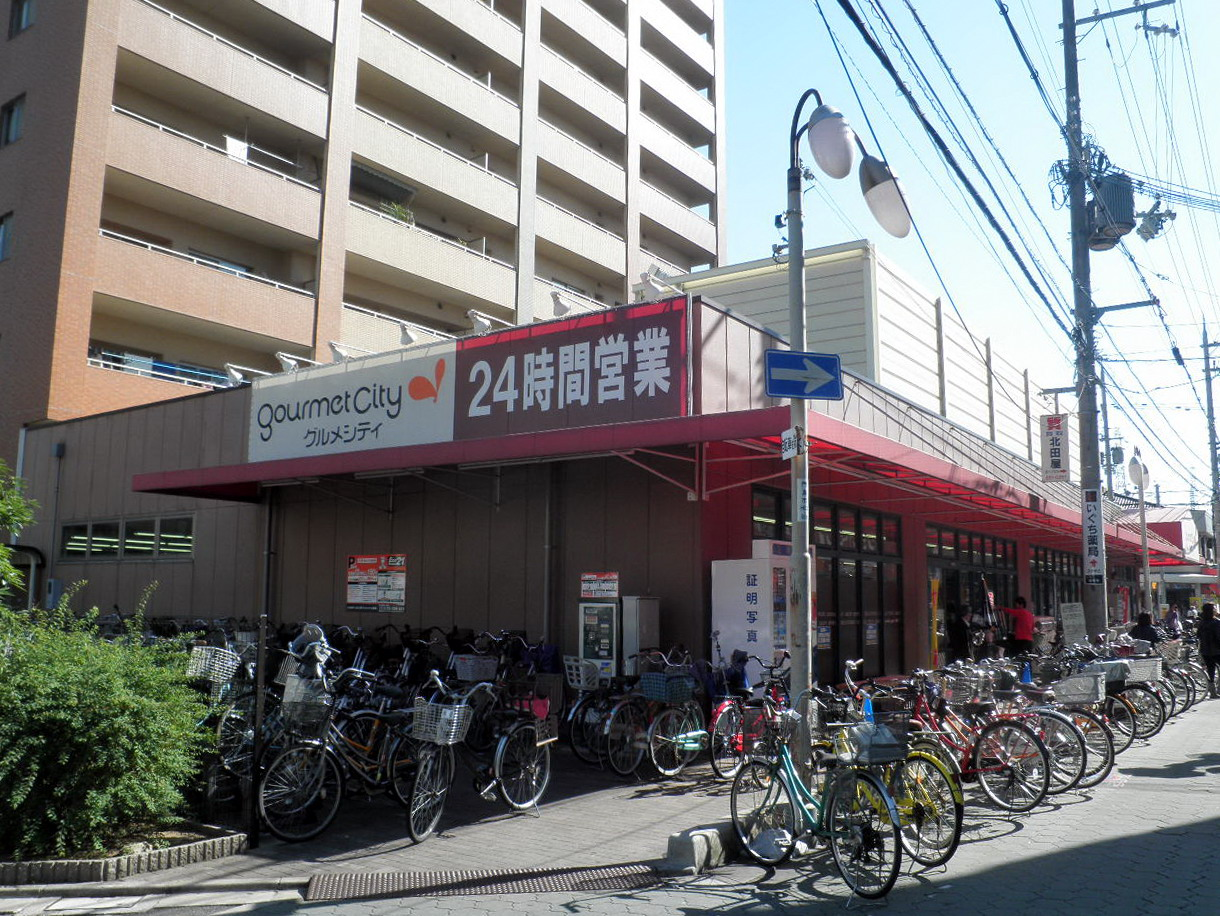
グルメシティ大和田店（大阪府門真市・現ダイエー大和田店）

### サカエ（旧） → サカエ（新） → グルメシティ近畿
- 1951年（昭和26年）8月29日 - 資本金1150万円で「サカエ薬品株式会社」を設立。
- 1955年（昭和30年）4月 - スーパーマーケット事業に着手。
- 1959年（昭和34年）4月 - 戎橋店を開業。
- 1971年（昭和46年）1月 - 社名を「（初代）株式会社サカエ」に名称変更。
- 1973年（昭和48年）
  - 5月 - ダイエーと業務提携開始。
  - 7月 - 食品加工センターを分離。
- 1988年（昭和63年）3月 - 「株式会社エスマート」が運営する店舗の営業権を譲受。
- 1989年（平成元年）10月 - 「株式会社フードセンターマエダ」が運営する3店舗の営業権を譲受。
- 1992年（平成4年）
  - 3月 - 「稔屋商事株式会社」のスーパー事業の営業権を譲受。
  - 9月 - 「サカエ開発株式会社」と合併。
- 2001年（平成13年）11月1日 - スーパー事業を分割し、新たに「（2代目）株式会社サカエ」が設立される。
- 2002年（平成14年）3月1日 - 大阪を地盤とする「丸栄商事株式会社」、和歌山を地盤とする「株式会社ミドリ」と合併。存続会社を「株式会社サカエ」とする[1][2]。
- 2006年（平成18年）3月1日 - 社名を「株式会社グルメシティ近畿」に変更。
- 2007年（平成19年）3月1日 - 京都・滋賀を地盤とする「株式会社ヒカリ屋」を吸収合併。
- 2011年（平成23年）8月29日 - 東心斎橋店をダイエーの都市型食品スーパーマーケット「フーディアム」に業態転換。同社が継続して運営。
- 2015年（平成27年）3月1日 - ダイエーに吸収合併され解散。

### 丸栄商事
- 1953年（昭和28年）5月 - 筒井栄吾が兵庫県尼崎市に前身の衣料品店を開業[3]
- 1961年（昭和36年）5月8日 - 資本金500万円で「丸栄商事株式会社」を設立。
- 1962年（昭和37年）9月16日 - スーパーマーケット業態1号店の四貫島店（現:グルメシティ四貫島店）を開業。
- 1970年（昭和45年）9月 - 本社を移転。
- 1977年（昭和52年）
  - 1月 - 大手スーパーのダイエーと業務提携開始。ダイエーが株式10%を保有することでダイエーの系列会社となる[4][5]。
  - 2月 - 「株式会社 九州マルエー」を設立[6]。
- 2002年（平成14年）3月1日 - 大阪を地盤とする「株式会社ミドリ」、「株式会社サカエ」と合併。存続会社を「株式会社サカエ」とし消滅[1][2]。

### ミドリ
- 1954年（昭和29年）6月 - 「株式会社 野田屋」設立。
- 1967年（昭和42年）5月 - ディスカウント業態「ミドリ」を事業化に。本格出店を開始する。
- 1972年（昭和47年）4月 - ダイエーとフランチャイズ契約を締結。現存していた全4社を統合し「株式会社ノダヤ」を設立。
- 1973年（昭和48年）10月 - 社名を「株式会社ミドリ」に名称変更。
- 1980年（昭和55年）9月 - 営業部門と不動産管理部門に分割。「株式会社ミドリ」、「株式会社プラス」をそれぞれ設立。
- 2002年（平成14年）3月1日 - 大阪を地盤とする「丸栄商事株式会社」、「株式会社サカエ」と合併。存続会社を「株式会社サカエ」とし消滅[1][2]。

### ヒカリ屋
- 1949年（昭和24年） - ヒカリ屋呉服店として創業。
- 1951年（昭和26年） - 主婦の店ヒカリ屋に名称変更。
- 1962年（昭和37年）2月 - 株式会社に改組。
- 1968年（昭和43年）4月 - 「株式会社 ヒカリ屋」に名称変更。衣料品を中心としたスーパーの展開で発展。
- 2007年（平成19年）3月1日 - 「株式会社グルメシティ近畿」に吸収合併され会社消滅。統合後も「（グルメシティ）ヒカリ屋」ブランドは継続[7]。
- 2018年（平成30年）11月30日 - グルメシティヒカリ屋山科店（当時はダイエー運営）閉店により「（グルメシティ）ヒカリ屋」の屋号が消滅。

## その他
- サカエ時代のレジ袋など用いられた「Sakae」が筆記体で書かれたロゴデザインは旧丸栄商事の「Maruei」から引き継がれた意匠であった。